# NGC 1686
NGC 1686 ist eine Spiralgalaxie vom Hubble-Typ Sbc im Sternbild Eridanus am Südsternhimmel. Sie ist schätzungsweise 250 Millionen Lichtjahre von der Milchstraße entfernt und hat einen Durchmesser von etwa 125.000 Lichtjahren.
Im selben Himmelsareal befindet sich u. a. die Galaxie IC 2104.
Das Objekt wurde im 26. Dezember 1885 von dem Astronomen Francis Preserved Leavenworth entdeckt.